# Богуновка (Омская область)
Богуновка — исчезнувший хутор в Москаленском районе Омской области России. Ныне в составе села Екатериновка.

## История
Основан в 1906 году, немцами переселенцами с Причерноморья. До 1917 года меннонитский хутор Омского уезда Акмолинской области..

## Население
Динамика численности населения
| год       | 1920 | 1926 |
| --------- | ---- | ---- |
| население | 58   | 94   |